# 堪萨斯州参议院
堪萨斯参议院（英語：Kansas Senate）是美国堪萨斯议会的上議院，共有40名议员，每届任期4年。参议院议长由全體參議員選舉產生，現任議長为共和黨籍的泰·馬斯特森。